# Абдурехім Хейіт
Абдурехім Хейіт (нар.бл.1963/64) — уйгурський поет і музикант. Був відомий своїми виступами на дутарі, двострунному традиційному інструменті. Представник міністерства закордонних справ Туреччини назвав Хейіта «видатним поетом»..

## Біографія
Вивчав музику в Пекіні і виступав з національними художніми трупами в Китаї. Близько 2010 року був арештований і поміщений у в'язницю, як повідомляється, після виконання пісні «Батьки», заснованої на традиційній уйгурській поемі, що закликає молоде покоління шанувати жертви своїх предків і що містить посилання на «мучеників війни». За повідомленнями, відбував восьмирічний термін в китайському «таборі перевиховання» для уйгурів

## Повідомлення про смерть
На початку лютого 2019 року з'явилися повідомлення про смерть Хейіта в Урумчі після тортур. Його смерть не була офіційно підтверджена, проте повідомлення призвели до того, що міністерство закордонних справ Туреччини висловило протест проти поводження з уйгурами в Синьцзян-Уйгурському автономному районі КНР. У заяві Туреччини йдеться про «порушення прав людини» і засуджується «політика асиміляції, що проводиться китайською владою» проти тюрків-уйгурів, це велика ганьба для людства "..
10 лютого китайські державні ЗМІ опублікували відеозапис людини, схожого на Хейіта. Чоловік сказав, що у нього «добре здоров'я» і що він «знаходиться в процесі розслідування за звинуваченням у порушенні національних законів». Уйгурський проект з прав людини поставив під сумнів справжність відео.

## Міжнародна реакція
МЗС Туреччини звинуватив Китай у тому, що він утримує уйгурів в «концентраційних таборах». Китай відповів, що коментарі Туреччини є «абсолютно неприйнятними»..